# 부딘친칠라쥐
부딘친칠라쥐(Abrocoma budini)는 친칠라쥐과에 속하는 설치류의 일종이다. 아르헨티나에서만 발견되며, 서식하고 있는 바윗틈에서 포획한 4마리의 표본에 대한 분석에 기초하여 분류가 이루어졌다. 특히 카타마르카주 오트로 세로에서 알려져 있으며, 해수면 위 해발 3,000m 이상의 바위 지역에서 서식하는 것으로 알려져 있다. 연구자들은 카타마르카 주의 시에라 데 암바토와 라리오하주에 제한적으로 분포하는 것으로 추정하고 있다. 2002년 오클라호마 대학교의 브라운(Braun)과 마레스(Mares)는 부딘친칠라쥐를 조사했고, 별도의 종으로 확인했다. 아직 정보가 충분히 않아서, 국제 자연 보전 연맹(IUCN)이 "정보부족종"으로 분류하고 있다.

## 분류학
1920년 영국자연사박물관에서 근무하던 영국 동물학자 토머스()가 처음 기재했다. 학명과 통용명은 토머스와 함께 일하던 아르헨티나 표본 수집가 부딘(Emilio Budin)의 이름에서 유래했다. 1940년 엘러만(Ellerman)이 회색친칠라쥐의 아종으로 간주했지만, 2002년 브라운과 마레스가 별도의 종으로 분류했다.

## 보전 상태
부딘친칠라쥐가 서식하는 분포 지역 내 축산 농민들의 의도적이고 통제적인 방화때문에 위협을 받고 있으며, 보호 지역은 알려져 있지 않다. 이외에는 부딘친칠라쥐에 대해 알려진 것이 없다.
보전 등급을 정하기 위해 필요한 개체수와 개체군 크기에 대한 정보가 너무 없기 때문에 국제 자연 보전 연맹이 "정보부족종"으로 분류하고 있다.